# IPod Touch (3 поколение)
iPod Touch (3 поколение) (продаваемый как «новый iPod touch» и в просторечии известный как iPod Touch 3G, iPod Touch 3 или iPod 3) — это мобильное устройство с поддержкой мультитач, разработанное и продаваемое Apple Inc. с сенсорным пользовательским интерфейсом. Преемник iPod Touch 2-го поколения, он был представлен и выпущен на мероприятии Apple для СМИ 9 сентября 2009 года. Он официально совместим с iOS до версии 5.1.1, выпущенной 7 мая 2012 года.

## История
iPod Touch 3-го поколения был анонсирован вместе с обновленной версией iPod Touch (2-го поколения) (модель 8 ГБ), и первоначально он продавался только в моделях 32 ГБ и 64 ГБ. Из-за тихого обнародования информации и путаницы некоторые реселлеры позже продали iPod touch на 8 ГБ (2-го поколения) и ошибочно назвали его iPod touch (3-го поколения), но Apple не сделала этого и не потворствовала. Как и iPod Touch (2-го поколения), «iPod touch (3-го поколения)» 8 ГБ (модели конца 2009 года) поддерживался только до версии IOS 4.2.1, тогда как iPod touch 32 ГБ и 64 ГБ (3-го поколения) поддерживался всеми вплоть до iOS 5.1.1.

## Функции

### Программное обеспечение
Он полностью поддерживает iOS 4, но имеет ограниченную поддержку iOS 5 и не получил поддержку Siri.